# Биксјер су ле Кот
Биксјер су ле Кот (фр. Buxières-sous-les-Côtes) насеље је и општина у североисточној Француској у региону Лорена, у департману Меза која припада префектури Комерси.
По подацима из 2011. године у општини је живело 277 становника, а густина насељености је износила 10,37 становника/km². Општина се простире на површини од 26,72 km². Налази се на средњој надморској висини од 275 метара (максималној 398 m, а минималној 226 m).

## Демографија
| 1962. | 1968. | 1975. | 1982. | 1990. | 1999. | 2011. |
| ----- | ----- | ----- | ----- | ----- | ----- | ----- |
| 393   | 316   | 282   | 280   | 276   | 277   | 277   |

График промене броја становника у току последњих година